# Allgäuer Weißlacker
Allgäuer Weißlacker (także: Bierkäse, Weisslacker) – niemiecki półtwardy ser z mleka krowiego bez skórki, charakterystyczny dla regionu Allgäu (Bawaria i Badenia-Wirtembergia). 26 lutego 2015 produkt uzyskał oznaczenie chronionej nazwy pochodzenia Unii Europejskiej.

## Historia i charakterystyka
Królewski patent na produkcję tego sera pochodzi z 1876. Obszar geograficzny, w jakim jest on wytwarzany obejmuje okręgi Ravensburg i Bodenseekreis oraz okręg administracyjny Szwabii.
Bloki sera ważą od 1 do 2 kilogramów. Długość krawędzi wynosi od 11 do 13 cm. Dojrzewa od 12 do 15 miesięcy wytwarzając charakterystyczne pęknięcia. Zawartość tłuszczu wynosi na ogół 45% w suchej masie, a zawartość soli to około 5%. Ser wytwarza się z mleka krów karmionych paszą złożoną z typowych dla tego rejonu Alp roślin.

## Serwowanie
Produkt ma bardzo ostry i słony smak. Przed podaniem dzielony jest na kostki.
Na bazie Allgäuer Weißlackera, jak również Allgäuer Bergkäse, czy Allgäuer Emmentalera, przyrządza się Kässpatzen (rodzaj dania ze szpecli). Możliwe jest serwowanie w postaci kawałków maczanych w piwie. Jego smak jest zbyt mocny, aby można go było łączyć z większością win. Produkt pojawia się często w menu na terenie południowych Niemczech, jak również w Czechach i jest podawany z pumperniklem lub chlebem żytnim i rzodkiewką, ewentualnie kiełbaskami.